# Marzenbach
Der Marzenbach in Oberbayern ist ein Zufluss zum Starnberger See auf dessen Südostseite.
Der Bach entsteht in einem namenlosen Weiher nördlich des Weilers Hohenleiten, unterquert die Bundesautobahn 95, fließt in weitgehend nordwestlicher Richtung und mündet bei Sankt Heinrich von Südosten in den Starnberger See.